# Calum Miller
Calum Alexander Miller est un homme politique libéral démocrate britannique qui est député de Bicester et Woodstock depuis 2024.
Ancien universitaire en politique publique et haut fonctionnaire, il est le secrétaire privé principal de Gus O'Donnell, alors chef de la fonction publique, et de Nick Clegg, alors chef des libéraux-démocrates.
En 2021, Miller devient conseiller au conseil du comté d'Oxfordshire et est membre du cabinet du conseil pour les finances.

## Jeunesse et éducation
Miller fréquente l'University College d'Oxford à partir de 1996. Il est titulaire d'un baccalauréat ès arts (BA) en philosophie, politique et économie, suivi d'une maîtrise en philosophie (MPhil) en relations internationales. De 2003 à 2005, il est chercheur associé au Programme de gouvernance économique mondiale à Oxford.

## Carrière
Miller travaille pendant 13 ans dans la fonction publique, en tant que secrétaire privé principal de Gus O'Donnell, le secrétaire du cabinet, de 2009 à 2010 ; et de Nick Clegg, le vice-Premier ministre, de 2010 à 2012,,.
En 2012, Miller rejoint la Blavatnik School of Government de l'Université d'Oxford, où il occupe les fonctions de directeur de l'exploitation, de codirecteur de la recherche sur l'amélioration des systèmes d'éducation (RISE) et de chercheur principal en gestion publique. Il est membre surnuméraire de l'University College, son alma mater.
Miller est élu au conseil du comté d'Oxfordshire pour la division d'Otmoor lors des élections de 2021. Il est nommé membre du cabinet du conseil chargé des finances au sein de l'Oxfordshire Fair Deal Alliance, une coalition comprenant les Libéraux-démocrates, le Parti vert et le Parti travailliste. Il démissionne de son poste de membre du cabinet en octobre 2023 après avoir été sélectionné comme candidat parlementaire potentiel des libéraux-démocrates,.
Lors des élections générales de 2024, Miller est élu député de la nouvelle circonscription de Bicester et Woodstock, obtenant 38,7 % des voix et une majorité de 4 958 voix sur le candidat conservateur,.